# Microdynamis parva
Koel-anão ou coel-pequeno (Microdynamis parva) é uma espécie de ave da família Cuculidae. É a única espécie do género Microdynamis.
Pode ser encontrada nos seguintes países: Indonésia e Papua-Nova Guiné.
Os seus habitats naturais são: florestas subtropicais ou tropicais húmidas de baixa altitude.